# ری هاناگاتا
ری هاناگاتا (انگلیسی: Rei Hanagata؛ زادهٔ) فیلم‌نامه‌نویس اهل ژاپن است. وی از سال ۲۰۰۵ میلادی تاکنون مشغول فعالیت بوده‌است.